# 2010년 아시안 게임 대한민국 선수단
대한민국은 2010년 11월 12일부터 11월 27일까지 중화인민공화국 광저우에서 열린 제16회 아시안 게임에 선수단을 파견했다.

## 메달 집계

### 종목별 메달 획득 현황
| 종목         | 1  | 2  | 3  | 합계 |
| 사격         | 13 | 8  | 6  | 27   |
| 볼링         | 8  | 5  | 2  | 15   |
| 펜싱         | 7  | 2  | 5  | 14   |
| 유도         | 6  | 3  | 5  | 14   |
| 수영         | 4  | 4  | 8  | 16   |
| 태권도       | 4  | 4  | 2  | 10   |
| 육상         | 4  | 3  | 3  | 10   |
| 사이클       | 4  | 1  | 0  | 5    |
| 골프         | 4  | 0  | 1  | 5    |
| 양궁         | 4  | 0  | 0  | 4    |
| 인라인롤러   | 3  | 2  | 2  | 7    |
| 바둑         | 3  | 0  | 1  | 4    |
| 정구         | 2  | 4  | 4  | 10   |
| 승마         | 2  | 1  | 0  | 3    |
| 체조         | 2  | 0  | 3  | 5    |
| 요트         | 1  | 2  | 3  | 6    |
| 근대5종      | 1  | 2  | 2  | 5    |
| 역도         | 1  | 2  | 2  | 5    |
| 배드민턴     | 1  | 1  | 5  | 6    |
| 야구         | 1  | 0  | 0  | 1    |
| 댄스스포츠   | 0  | 7  | 3  | 10   |
| 레슬링       | 0  | 3  | 6  | 9    |
| 조정         | 0  | 3  | 3  | 6    |
| 우슈         | 0  | 2  | 2  | 4    |
| 농구         | 0  | 2  | 0  | 2    |
| 탁구         | 0  | 1  | 4  | 5    |
| 세팍타크로   | 0  | 1  | 2  | 3    |
| 당구         | 0  | 1  | 1  | 2    |
| 배구         | 0  | 1  | 1  | 2    |
| 하키         | 0  | 1  | 0  | 1    |
| 가라데       | 0  | 0  | 3  | 3    |
| 테니스       | 0  | 0  | 2  | 2    |
| 축구         | 0  | 0  | 2  | 2    |
| 복싱         | 0  | 0  | 2  | 2    |
| 럭비         | 0  | 0  | 1  | 1    |
| 스쿼시       | 0  | 0  | 1  | 1    |
| 용선         | 0  | 0  | 1  | 1    |
| 트라이애슬론 | 0  | 0  | 1  | 1    |
| 합계         | 76 | 65 | 91 | 232  |

## 메달 리스트
| 메달 | 이름 | 종목                 | 세부종목                        | 날짜      |
| ---- | --- | -------------------- | ------------------------------- | --------- |
|      | 진종오, 이대명, 이상도 | 사격                 | 남자 50m 권총 단체전            | 11월 13일 |
|      | 정경미 | 유도                 | 여자 -78kg                      | 11월 13일 |
|      | 김수완 | 유도                 | 남자 +100kg                     | 11월 13일 |
|      | 황희태 | 유도                 | 남자 -100kg                     | 11월 13일 |
|      | 진종오, 이대명, 이상도 | 사격                 | 남자 10m 공기권총 단체전        | 11월 14일 |
|      | 이대명 | 사격                 | 남자 10m 공기권총 개인전        | 11월 14일 |
|      | 김윤미, 김병희, 이호림 | 사격                 | 여자 10m 공기권총 단체전        | 11월 14일 |
|      | 김윤미 | 사격                 | 여자 10m 공기권총 개인전        | 11월 14일 |
|      | 장선재 | 사이클               | 남자 개인추발                   | 11월 14일 |
|      | 최준상, 김경섭, 김동선, 황영식 | 승마                 | 마장마술단체                    | 11월 14일 |
|      | 황예슬 | 유도                 | 여자 -70kg                      | 11월 14일 |
|      | 김재범 | 유도                 | 남자 -81kg                      | 11월 14일 |
|      | 박태환 | 수영                 | 남자 자유형 200m                | 11월 14일 |
|      | 김주진 | 유도                 | 남자 -66kg                      | 11월 15일 |
|      | 한진섭, 김학만, 김종현 | 사격                 | 남자 50m 소총복사 단체전        | 11월 15일 |
|      | 김학만 | 사격                 | 남자 50m 소총복사 개인전        | 11월 15일 |
|      | 김정미, 권나라, 이윤채 | 사격                 | 여자 50m 소총복사 단체전        | 11월 15일 |
|      | 지용민, 김경련 | 정구                 | 혼합복식                        | 11월 15일 |
|      | 김수면 | 체조                 | 남자 마루                       | 11월 16일 |
|      | 황선옥 | 볼링                 | 여자 개인전                     | 11월 16일 |
|      | 조호성, 황인혁, 장선재, 박선호, 최동현, 박성백 | 사이클               | 남자 단체추발                   | 11월 16일 |
|      | 박태환 | 수영                 | 남자 400m 자유형                | 11월 16일 |
|      | 양학선 | 체조                 | 남자 도마                       | 11월 17일 |
|      | 황유식 | 승마                 | 마장마술 개인                   | 11월 17일 |
|      | 홍성환, 황윤삼, 장대규 | 사격                 | 남자 25m 스탠더드 권총 단체전   | 11월 17일 |
|      | 홍성환 | 사격                 | 남자 25m 스탠더드 권총 개인전   | 11월 17일 |
|      | 이요한 | 정구                 | 남자 단식                       | 11월 17일 |
|      | 박태환 | 수영                 | 남자 100m 자유형                | 11월 17일 |
|      | 정다래 | 수영                 | 여자 200m 평영                  | 11월 17일 |
|      | 최진아, 강혜은 | 볼링                 | 여자 2인조                      | 11월 18일 |
|      | 김원진 | 펜싱                 | 남자 에페 개인전                | 11월 18일 |
|      | 김혜림 | 펜싱                 | 여자 사브르 개인전              | 11월 18일 |
|      | 박병택 | 사격                 | 남자 25m 센터파이어 권총 개인전 | 11월 18일 |
|      | 한진섭, 김종현, 이현태 | 사격                 | 남자 50m 소총3자세 단체전       | 11월 18일 |
|      | 한진섭 | 사격                 | 남자 50m 소총3자세 개인전       | 11월 18일 |
|      | 이성혜 | 태권도               | 여자 -57kg                      | 11월 18일 |
|      | 허준녕 | 태권도               | 남자 +87kg                      | 11월 18일 |
|      | 조현, 김기택, 김현수, 이종욱, 손시헌, 임태훈 류현진, 양현종, 이용규, 봉중근, 박경완, 정대현 강민호, 이대호, 최정, 윤석민, 김태균, 송은범 정근우, 김강민, 고창성, 안지만, 강정호, 추신수 김명성, 조동찬 [야구국가대표팀 | 야구                 | 남자                            | 11월 19일 |
|      | 남현희 | 펜싱                 | 여자 플뢰레 개인전              | 11월 19일 |
|      | 구본길 | 펜싱                 | 남자 사브르 개인전              | 11월 19일 |
|      | 노은실 | 태권도               | 여자 -62kg                      | 11월 19일 |
|      | 이대훈 | 태권도               | 남자 -63kg                      | 11월 19일 |
|      | 장미란 | 역도                 | 여자 +75kg                      | 11월 19일 |
|      | 최복음. 최용규, 장동철 | 볼링                 | 남자 3인조                      | 11월 20일 |
|      | 최형민 | 사이클               | 남자 개인타임트라이얼           | 11월 20일 |
|      | 이민혜 | 사이클               | 여자 개인타임트라이얼           | 11월 20일 |
|      | 최병철 | 펜싱                 | 남자 플뢰레 개인전              | 11월 20일 |
|      | 김민휘, 박일환, 이재혁, 이경훈 | 골프                 | 남자 단체전                     | 11월 20일 |
|      | 김지희, 김현수, 한정은 | 골프                 | 여자 단체전                     | 11월 20일 |
|      | 김민휘 | 골프                 | 남자 개인전                     | 11월 20일 |
|      | 김현수 | 골프                 | 여자 개인전                     | 11월 20일 |
|      | 하지민 | 요트                 | 남자 레이저급                   | 11월 20일 |
|      | 주현정, 윤옥희, 기보배 | 양궁                 | 여자 단체전                     | 11월 21일 |
|      | 신백철, 이효정 | 배드민턴             | 혼합복식                        | 11월 21일 |
|      | 정진선, 정승화, 김원진, 박경두 | 펜싱                 | 남자 에페 단체전                | 11월 21일 |
|      | 김우진, 오진혁, 임동현 | 양궁                 | 남자 단체전                     | 11월 22일 |
|      | 최복음, 최용규, 홍해솔, 조영선, 장동철, 서상천 | 볼링                 | 남자 5인조                      | 11월 22일 |
|      | 최진아, 황선옥, 전은희, 강혜은, 손윤희, 홍수연 | 볼링                 | 여자 5인조                      | 11월 22일 |
|      | 황선옥 | 볼링                 | 여자 개인종합                   | 11월 22일 |
|      | 박정환, 이슬아 | 바둑                 | 혼성 페어                       | 11월 22일 |
|      | 남현희, 전희숙, 오하나, 서미정 | 펜싱                 | 여자 플뢰레 단체전              | 11월 22일 |
|      | 윤옥희 | 양궁                 | 여자 개인전                     | 11월 23일 |
|      | 정순옥 | 육상                 | 여자 멀리뛰기                   | 11월 23일 |
|      | 안이슬 | 롤러스포츠           | 여자 300m 타임트라이얼          | 11월 23일 |
|      | 김우진 | 양궁                 | 남자 개인전                     | 11월 24일 |
|      | 김덕현 | 육상                 | 남자 멀리뛰기                   | 11월 24일 |
|      | 최복음 | 볼링                 | 남자 마스터즈                   | 11월 24일 |
|      | 황선옥 | 볼링                 | 여자 마스터즈                   | 11월 24일 |
|      | 김기현, 정훤호, 이춘헌, 김인홍 | 근대5종              | 남자 단체전                     | 11월 24일 |
|      | 손근성 | 롤러스포츠           | 남자 10000m 제외+포인트         | 11월 24일 |
|      | 우효숙 | 롤러스포츠           | 여자 10000m 제외+포인트         | 11월 24일 |
|      | 이연경 | 육상                 | 여자 100m 허들                  | 11월 25일 |
|      | 이창우, 정이경, 심재복, 김태원, 박경석, 정수영 박정근, 이상욱, 박찬영, 오윤석, 이태영, 강일구 이재우, 유동근, 백원철, 윤경신                                                                                           | 핸드볼               | 남자                            | 11월 26일 |
|      | 조한승, 최철한, 강동윤, 이창호, 이세돌, 박정환 | 바둑                 | 남자 단체전                     | 11월 26일 |
|      | 조혜연, 김윤영, 이민진, 이슬아 | 바둑                 | 여자 단체전                     | 11월 26일 |
|      | 지영준 | 육상                 | 남자 마라톤                     | 11월 27일 |
|      | 남상웅, 손이나 | 댄스스포츠           | 스탠더드 - 탱고                 | 11월 13일 |
|      | 남상웅, 손이나 | 댄스스포츠           | 스탠더드 - 슬로우 폭스트롯      | 11월 13일 |
|      | 진종오 | 사격                 | 남자 50m 권총 개인전            | 11월 13일 |
|      | 이민혜 | 사이클               | 여자 개인추발                   | 11월 14일 |
|      | 장세진, 이해인 | 댄스스포츠           | 라틴 - 삼바                     | 11월 14일 |
|      | 김도현, 박수묘 | 댄스스포츠           | 라틴 - 차차차                   | 11월 14일 |
|      | 장세진, 이해인 | 댄스스포츠           | 라틴 - 파소도블레               | 11월 14일 |
|      | 김도현, 박수묘 | 댄스스포츠           | 라틴 - 자이브                   | 11월 14일 |
|      | 조상효, 이세희 | 댄스스포츠           | 스탠더드 - 5댄스경쟁            | 11월 14일 |
|      | 이종찬 | 우슈                 | 남자 투로 장권                  | 11월 14일 |
|      | 손완호, 홍지훈, 이현일, 이용대, 고성현, 김기정 신백철, 박성환, 정재성, 유연성 | 배드민턴             | 남자 단체전                     | 11월 15일 |
|      | 김잔디 | 유도                 | 여자 -57kg                      | 11월 15일 |
|      | 왕기춘 | 유도                 | 남자 -73kg                      | 11월 15일 |
|      | 차상준, 홍성환, 황윤삼 | 사격                 | 남자 25m 래피드파이어 권총      | 11월 15일 |
|      | 김나영 | 유도                 | 여자 무제한급                   | 11월 16일 |
|      | 정영식, 주세혁, 김민석, 이정우, 오상은 | 탁구                 | 남자 단체전                     | 11월 16일 |
|      | 김수경 | 역도                 | 여자 -63kg                      | 11월 16일 |
|      | 권나라, 이윤채, 나윤경 | 사격                 | 여자 50m 소총3자세 단체전       | 11월 17일 |
|      | 배환성 | 정구                 | 남자 단식                       | 11월 17일 |
|      | 김애경 | 정구                 | 여자 단식                       | 11월 17일 |
|      | 박용현 | 태권도               | 남자 -87kg                      | 11월 17일 |
|      | 김준열 | 우슈                 | 남자 산타 -60kg                 | 11월 17일 |
|      | 김가영 | 당구                 | 여자 8볼 개인전                 | 11월 18일 |
|      | 손윤희, 홍수연 | 볼링                 | 여자 2인조                      | 11월 18일 |
|      | 이은혜, 김가영, 라혜미. 김아름 | 조정                 | 여자 4인승                      | 11월 18일 |
|      | 김종현 | 사격                 | 남자 50m 소총3자세 개인전       | 11월 18일 |
|      | 홍성환, 장대규, 박병택 | 사격                 | 남자 25m 센터파이어권총 단체전  | 11월 18일 |
|      | 박태환 | 수영                 | 남자 1500m 자유형               | 11월 18일 |
|      | 최규웅 | 수영                 | 남자 200m 평영                  | 11월 18일 |
|      | 김지훈, 박성관, 최규웅, 장규철, 정두희, 박민규 박태환 | 수영                 | 남자 4x100m 혼계영              | 11월 18일 |
|      | 신영은 | 조정                 | 여자 싱글스컬                   | 11월 19일 |
|      | 지윤진 | 조정                 | 여자 싱글스컬 경량급            | 11월 19일 |
|      | 배환성, 김태정 | 정구                 | 남자 복식                       | 11월 19일 |
|      | 주옥, 김애경 | 정구                 | 여자 복식                       | 11월 19일 |
|      | 전상균 | 역도                 | 남자 +105kg                     | 11월 19일 |
|      | 홍해솔, 조용선, 서상천 | 볼링                 | 남자 3인조                      | 11월 20일 |
|      | 최진아, 황선옥, 손윤희 | 볼링                 | 여자 3인조                      | 11월 20일 |
|      | 최재식 | 승마                 | 장애물비월 개인                 | 11월 20일 |
|      | 이상민, 양호엽 | 요트                 | 남자 더블핸디드 420급           | 11월 20일 |
|      | 전주현, 정권 | 요트                 | 오픈호비-16                     | 11월 20일 |
|      | 김성호 | 태권도               | 남자 -54kg                      | 11월 20일 |
|      | 오정아 | 태권도               | 여자 +73kg                      | 11월 20일 |
|      | 김혜림, 김금화, 이라진, 이우리 | 펜싱                 | 여자 사브르 단체전              | 11월 21일 |
|      | 강지은, 김미진, 이보나 | 사격                 | 여자 더블트랩 단체전            | 11월 21일 |
|      | 정지현 | 레슬링               | 남자 그레코로만형 -60kg         | 11월 21일 |
|      | 김유식 | 육상                 | 남자 장대높이뛰기               | 11월 22일 |
|      | 최용규 | 볼링                 | 남자 개인종합                   | 11월 22일 |
|      | 최진아 | 볼링                 | 여자 개인종합                   | 11월 22일 |
|      | 구본길, 김정환, 오은석, 원우영 | 펜싱                 | 남자 사브르 단체전              | 11월 22일 |
|      | 이세열 | 레슬링               | 남자 그레코로만형 -84kg         | 11월 22일 |
|      | 양수진, 김은별, 문예린, 최민지 | 근대5종              | 여자 단체전                     | 11월 23일 |
|      | 안이슬 | 롤러스포츠           | 여자 500m 스프린트              | 11월 23일 |
|      | 김애경, 김민지, 곽유현 | 사격                 | 여자 스키트 단체전              | 11월 23일 |
|      | 김민지 | 사격                 | 여자 스키트 개인전              | 11월 23일 |
|      | 문영희, 김영란, 김보미, 박선미, 이선옥, 김종희 박미현, 김종은. 김다래, 천슬기, 전유미, 김성희 장수지, 김옥주, 김은실, 박기주                                                                                           | 하키                 | 여자                            | 11월 24일 |
|      | 이춘헌 | 근대5종              | 남자 개인전                     | 11월 24일 |
|      | 최광호 | 롤러스포츠           | 남자 10000m 제외+포인트         | 11월 24일 |
|      | 이재성 | 레슬링               | 남자 자유형 -84kg               | 11월 24일 |
|      | 김근우 | 육상                 | 남자 10종경기                   | 11월 25일 |
|      | 김보미, 김지윤, 정선화, 이미선, 이경은, 강아정 변연하, 박정은, 하은주, 김단비, 김계령, 신정자 | 농구                 | 여자                            | 11월 25일 |
|      | 박재명 | 육상                 | 남자 창던지기                   | 11월 26일 |
|      | 박찬희, 이정석, 양동근, 김주성, 하승진, 이규섭 조성민, 양희종, 함지훈, 김성철, 이승준, 오세근 | 농구                 | 남자                            | 11월 26일 |
|      | 이규남, 이준호, 정원덕 | 세팍타크로           | 남자 더블                       | 11월 27일 |
|      | 김연경, 한송이, 김산이, 양효진, 김세영, 정대영 황연주, 남지윤, 임명옥, 이소라, 오지영, 한유미 | 배구                 | 여자                            | 11월 27일 |
|      | 유원철, 김수면, 신섭, 양학선, 김희훈, 김지훈 | 체조                 | 남자 단체전                     | 11월 13일 |
|      | 조상호, 이세희 | 댄스스포츠           | 스탠더드 - 왈츠                 | 11월 13일 |
|      | 이혜인, 이상민 | 댄스스포츠           | 스탠더드 - 퀵스텝               | 11월 13일 |
|      | 김대동, 유해숙 | 댄스스포츠           | 라틴 - 5댄스경쟁                | 11월 13일 |
|      | 김나영 | 유도                 | 여자 +78kg                      | 11월 13일 |
|      | 최성순, 김종현, 김기원 | 사격                 | 남자 10m 공기소총 단체전        | 11월 13일 |
|      | 김기원 | 사격                 | 남자 10m 공기소총 개인전        | 11월 13일 |
|      | 배성희, 성지현, 배연주, 이경원, 이효정, 김민정 하정은, 유현영, 장예나, 황혜연 | 배드민턴             | 여자 단체전                     | 11월 14일 |
|      | 공자영 | 유도                 | 여자 -63kg                      | 11월 14일 |
|      | 이규원 | 유도                 | 남자 -90kg                      | 11월 14일 |
|      | 배환성, 지용민, 김태정, 이연, 이요한 | 정구                 | 남자 단체전                     | 11월 14일 |
|      | 주옥, 김애경, 김경련, 권란희, 박순정 | 정구                 | 여자 단체전                     | 11월 14일 |
|      | 김애경, 김태정 | 정구                 | 혼합복식                        | 11월 15일 |
|      | 서윤정 | 수영                 | 여자 400m 자유형                | 11월 15일 |
|      | 최혜라 | 수영                 | 여자 200m 접영                  | 11월 15일 |
|      | 장상진, 박민규, 김용식, 이현승, 배준모, 박태환 | 수영                 | 남자 4x200m 계영                | 11월 15일 |
|      | 김경아, 문현정, 박미영, 석하정, 양하은 | 탁구                 | 여자 단체전                     | 11월 15일 |
|      | 정정연 | 유도                 | 여자 -48kg                      | 11월 16일 |
|      | 최민호 | 유도                 | 남자 -60kg                      | 11월 16일 |
|      | 김병희, 이호림, 박혜수 | 사격                 | 여자 25m권총 단체전             | 11월 16일 |
|      | 이호림 | 사격                 | 여자 25m권총 개인전             | 11월 16일 |
|      | 정유진 | 사격                 | 남자 10m러닝타겟 개인전         | 11월 16일 |
|      | 정원영, 김용식, 배준모, 김민규, 이현성, 박성관, 박민규 박태환 | 수영                 | 남자 4x100m 계영                | 11월 16일 |
|      | 박나리, 최혜라, 이재영, 서윤정 | 수영                 | 여자 4x200m 계영                | 11월 16일 |
|      | 조현주 | 체조                 | 여자 마루                       | 11월 17일 |
|      | 조세종, 황영도, 정유진 | 사격                 | 남자 10m 러닝타겟혼합 단체전    | 11월 17일 |
|      | 김경련 | 정구                 | 여자 단식                       | 11월 17일 |
|      | 김광훈 | 역도                 | 남자 -85kg                      | 11월 17일 |
|      | 이정희 | 우슈                 | 여자 산타 -52kg                 | 11월 17일 |
|      | 현창호 | 우슈                 | 남자 산타 -65kg                 | 11월 17일 |
|      | 하정은, 이경원 | 배드민턴             | 여자 복식                       | 11월 18일 |
|      | 김민정, 이효정 | 배드민턴             | 여자 복식                       | 11월 18일 |
|      | 정영화 | 당구                 | 남자 9볼 개인전                 | 11월 18일 |
|      | 권태진, 박규, 박민호, 이현우, 김선호, 양병두, 김유호 박정훈, 김창수, 박호기, 박정근, 현재찬, 심대섭 오병훈, 구재욱, 김현수, 변홍균, 신현섭, 이병택 정승균, 송명찬, 신영유, 김용현, 이성원, 오중대 이숙환               | 용선(드래곤보트)     | 남자 1000m                      | 11월 18일 |
|      | 김금화 | 펜싱                 | 여자 사브르 개인전              | 11월 18일 |
|      | 김동영, 김희권 | 조정                 | 남자 더블스컬                   | 11월 18일 |
|      | 임은주, 고영은 | 조정                 | 여자 더블스컬                   | 11월 18일 |
|      | 김명신, 김솔지 | 조정                 | 여자 더블스컬 경량급            | 11월 18일 |
|      | 최혜라 | 수영                 | 여자 200m 개인혼영              | 11월 18일 |
|      | 권은경 | 태권도               | 여자 -53kg                      | 11월 18일 |
|      | 김민재 | 역도                 | 남자 -94kg                      | 11월 18일 |
|      | 정재성, 이용대 | 배드민턴             | 남자 복식                       | 11월 19일 |
|      | 전희숙 | 펜싱                 | 여자 플뢰레 개인전              | 11월 19일 |
|      | 오은석 | 펜싱                 | 남자 사브르 개인전              | 11월 19일 |
|      | 권현진, 우경한, 박현근, 고재욱, 유동영, 임안수 이규남, 이준호, 김영만, 정원덕, 신승태, 이명정 | 세팍타크로           | 남자 단체전                     | 11월 19일 |
|      | 엄소연, 강지은, 이보나 | 사격                 | 여자 트랩 단체전                | 11월 19일 |
|      | 박현선, 박현하 | 싱크로나이즈드스위밍 | 듀엣                            | 11월 19일 |
|      | 정영식, 김민석 | 탁구                 | 남자 복식                       | 11월 19일 |
|      | 강보현 | 태권도               | 여자 -67kg                      | 11월 19일 |
|      | 박성환 | 배드민턴             | 남자 단식                       | 11월 20일 |
|      | 김지희 | 골프                 | 여자 개인전                     | 11월 20일 |
|      | 김대영, 정성안 | 요트                 | 남자 더블핸디드 470급           | 11월 20일 |
|      | 이태훈 | 요트                 | 남자 RS:X                       | 11월 20일 |
|      | 박근우, 이동우, 김성욱, 조성민, 남영진 | 요트                 | 오픈매치                        | 11월 20일 |
|      | 주세혁 | 탁구                 | 남자 단식                       | 11월 20일 |
|      | 김경아 | 탁구                 | 여자 단식                       | 11월 20일 |
|      | 이미영 | 육상                 | 여자 포환던지기                 | 11월 21일 |
|      | 김현섭 | 육상                 | 남자 20Km경보                   | 11월 21일 |
|      | 조승재, 김현준 | 테니스               | 남자 복식                       | 11월 21일 |
|      | 김소정, 이진아 | 테니스               | 여자 복식                       | 11월 21일 |
|      | 최복음 | 볼링                 | 남자 개인종합                   | 11월 22일 |
|      | 최철한, 김윤영 | 바둑                 | 혼성 페어                       | 11월 22일 |
|      | 박진성 | 레슬링               | 남자 그레코로만형 -74kg         | 11월 22일 |
|      | 안창권 | 레슬링               | 남자 그레코로만형 -96kg         | 11월 22일 |
|      | 전민경, 심서연, 이은미, 김도연, 홍경숙, 유지은 권하늘, 박은정, 박희영, 지소연, 김수연, 문소리 전가을, 권은솜, 김나래, 윤영아, 차연희, 김혜리                                                                           | 축구                 | 여자                            | 11월 22일 |
|      | 박지호, 손성철 | 다이빙               | 3m 스프링보드 싱크로            | 11월 23일 |
|      | 최병철, 하태규, 허준, 곽영호 | 펜싱                 | 남자 플뢰레 단체전              | 11월 23일 |
|      | 정효정, 오윤희, 박세라, 신아람 | 펜싱                 | 여자 에페 단체전                | 11월 23일 |
|      | 장수철 | 롤러스포츠           | 남자 300m 타임트라이얼          | 11월 23일 |
|      | 은한준 | 롤러스포츠           | 남자 500m 스프린트              | 11월 23일 |
|      | 양수진 | 근대5종              | 여자 개인전                     | 11월 23일 |
|      | 윤권우, 윤태일, 한건규, 박완용, 김원영, 제갈빈 전종만, 김현수, 이정민, 박창민, 곽철웅, 윤희수 | 럭비                 | 남자                            | 11월 23일 |
|      | 김효섭 | 레슬링               | 남자 자유형 -55kg               | 11월 23일 |
|      | 박태경 | 육상                 | 남자 허들 110m                  | 11월 24일 |
|      | 최진아 | 볼링                 | 여자 마스터즈                   | 11월 24일 |
|      | 김인홍 | 근대5종              | 남자 개인전                     | 11월 24일 |
|      | 박은옥, 송선미, 김가혜, 김진희 | 스쿼시               | 여자 단체전                     | 11월 24일 |
|      | 이윤석 | 레슬링               | 남자 자유형 -74kg               | 11월 24일 |
|      | 한순철 | 복싱                 | 남자 -60kg                      | 11월 25일 |
|      | 김승규, 홍철, 신광훈, 김주영, 김용권, 홍정호 구자철, 박희성, 윤빛가람, 박주영, 조영철, 김민우 장석원, 김정우, 오재석, 서정진, 윤석영, 지동원 김보경, 이범영                                                            | 축구                 | 남자                            | 11월 25일 |
|      | 안태은 | 가라데               | 여자 -55kg                      | 11월 25일 |
|      | 이지환 | 가라데               | 남자 -67kg                      | 11월 25일 |
|      | 김형주 | 레슬링               | 여자 자유형 -48kg               | 11월 25일 |
|      | 성수연 | 복싱                 | 여자 69~75kg                    | 11월 26일 |
|      | 배민희, 백승희, 정지혜, 강지희, 김차윤, 김온아 이은비, 이민희, 문경하, 문필희, 명복희, 남현화 류은희, 윤현경, 우선희                                                                                                   | 핸드볼               | 여자                            | 11월 26일 |
|      | 김도원 | 가라데               | 남자 -75kg                      | 11월 26일 |
|      | 손연재 | 리듬체조             | 여자 개인전                     | 11월 26일 |
|      | 박금덕, 안순옥, 김미진 | 세팍타크로           | 여자 더블                       | 11월 26일 |
|      | 신영수, 한선수, 문성민, 여오현, 김학민, 하현영 박철우, 신영석, 석진욱, 고희진, 권영민, 김요한 | 배구                 | 남자                            | 11월 26일 |
|      | 박상은 | 레슬링               | 여자 자유형 -63kg               | 11월 26일 |

## 근대5종

#### 여자 개인전
| 선수   | 펜싱 | 수영 (200m 자유형) | 승마 | 복합 (크로스컨트리+사격) | 합계 | 최종 순위 |
| 양수진 | 916  | 1156               | 1180 | 1624                     | 4876 | 3         |
| 김은별 | 692  | 1148               | 1144 | 1652                     | 4636 | 7         |
| 최민지 | 776  | 1196               | 932  | 1568                     | 4472 | 8         |
| 문예린 | 832  | 1124               | 1092 | 1256                     | 4304 | 10        |

#### 여자 단체전
| 이름     | 펜싱 | 수영 | 승마 | 크로스컨트리 + 사격 | 합계  | 순위 |
| -------- | ---- | ---- | ---- | ------------------- | ----- | ---- |
| 대한민국 | 3216 | 4624 | 4348 | 6100                | 18288 | 2    |

#### 남자 개인전
| 이름   | 펜싱 | 수영 | 승마 | 크로스컨트리 + 사격 | 합계 | 순위 |
| ------ | ---- | ---- | ---- | ------------------- | ---- | ---- |
| 이춘헌 | 1056 | 1272 | 1200 | 2176                | 5704 | 2    |
| 김인홍 | 916  | 1332 | 1180 | 2200                | 5628 | 3    |
| 김기현 | 860  | 1324 | 1100 | 2280                | 5564 | 5    |
| 정훤호 | 860  | 1284 | 932  | 2260                | 5336 | 10   |

#### 남자 단체전
| 이름     | 펜싱 | 수영 | 승마 | 크로스컨트리 + 사격 | 합계  | 순위 |
| -------- | ---- | ---- | ---- | ------------------- | ----- | ---- |
| 대한민국 | 3692 | 5212 | 4412 | 8916                | 22232 | 1    |

## 육상

#### 트랙 및 도로 경기
|      | 세부 종목   | 선수     | 예선  | 예선 | 준결승  | 준결승 | 결승      | 결승      |
| 기록 | 세부 종목   | 선수     | 순위  | 기록 | 순위    | 기록   | 순위      |           |
| ---- | ----------- | -------- | ----- | ---- | ------- | ------ | --------- | --------- |
| 남자 | 100m        | 임희남   | 10.64 | 20   | 10.46   | 9      | 진출 못함 | 진출 못함 |
| 남자 | 100m        | 김국영   | 10.58 | 16   | 10.51   | 12     | 진출 못함 | 진출 못함 |
| 남자 | 200m        | 전덕형   |       |      | 21.09   | 6      | 21.02     | 5         |
| 남자 | 200m        | 여호수아 |       |      | DNS     | 23     | 진출 못함 | 진출 못함 |
| 남자 | 400m        | 임찬호   |       |      | 47.06   | 11     | 진출 못함 | 진출 못함 |
| 남자 | 400m        | 최명준   |       |      | 48.09   | 14     | 진출 못함 | 진출 못함 |
| 남자 | 5000m       | 백승호   |       |      |         |        | 13:56.18  | 7         |
| 남자 | 10000m      | 백승호   |       |      |         |        | 28:52.39  | 5         |
| 남자 | 4x100m 계주 | 대한민국 |       |      | DQ      | 11     | 진출 못함 | 진출 못함 |
| 남자 | 4x400m 계주 | 대한민국 |       |      | 3:09.49 | 7      | 3:09.97   | 6         |
| 남자 | 110m 허들   | 박태경   |       |      | 13.68   | 3      | 13.48     | 3         |
| 남자 | 400m 허들   | 이승윤   |       |      | 53.56   | 9      | 진출 못함 | 진출 못함 |
| 남자 | 20km 경보   | 김현섭   |       |      |         |        | 1:22:47   | 3         |
| 남자 | 20km 경보   | 박칠성   |       |      |         |        | DQ        | 9         |
| 남자 | 50km 경보   | 윤정현   |       |      |         |        | 3:53:24   | 4         |
| 남자 | 50km 경보   | 김동영   |       |      |         |        | 3:53:52   | 5         |
| 남자 | 마라톤      | 지영준   |       |      |         |        | 2:11:11   | 1         |
| 남자 | 마라톤      | 김영진   |       |      |         |        | 2:24:18   | 9         |
| 여자 | 100m 허들   | 이연경   |       |      | 13.22   | 5      | 13.23     | 1         |
| 여자 | 100m 허들   | 정혜림   |       |      | 13.57   | 9      | 진출 못함 | 진출 못함 |
| 여자 | 800m        | 허연정   |       |      | 2:07.99 | 10     | 진출 못함 | 진출 못함 |
| 여자 | 20Km 경보   | 전영은   |       |      |         |        | 1:40:24   | 5         |
| 여자 | 마라톤      | 이선영   |       |      |         |        | 2:39:37   | 9         |
| 여자 | 마라톤      | 임경희   |       |      |         |        | DNF       | 10        |

#### 필드 경기
|      | 세부 종목     | 선수   | 예선 | 예선 | 결선  | 결선 |
| 기록 | 세부 종목     | 선수   | 순위 | 기록 | 순위  |      |
| ---- | ------------- | ------ | ---- | ---- | ----- | ---- |
| 남자 | 해머 던지기   | 김동영 |      |      | 67.55 | 6    |
| 남자 | 장대 높이뛰기 | 김유석 |      |      | 5.30  | 3    |
| 남자 | 멀리뛰기      | 김덕현 |      |      | 8.11  | 1    |
| 남자 | 창 던지기     | 박재명 |      |      | 79.92 | 2    |
| 남자 | 창 던지기     | 정상진 |      |      | 71.59 | 9    |
| 남자 | 세단뛰기      | 김덕현 |      |      | 16.56 | 5    |
| 남자 | 포환 던지기   | 황인성 |      |      | 17.87 | 8    |
| 남자 | 포환 던지기   | 정일우 |      |      | 16.94 | 9    |
| 여자 | 포환 던지기   | 이미영 |      |      | 17.51 | 3    |
| 여자 | 해머 던지기   | 박희선 |      |      | 57.53 | 5    |
| 여자 | 해머 던지기   | 강나루 |      |      | 56.85 | 6    |
| 여자 | 멀리뛰기      | 정순옥 |      |      | 6.53  | 1    |
| 여자 | 장대 높이뛰기 | 최윤희 |      |      | 4.15  | 4    |
| 여자 | 창 던지기     | 김경애 |      |      | 56.84 | 4    |
| 여자 | 창 던지기     | 서해안 |      |      | 55.21 | 6    |